# Boxe nos Jogos Pan-Americanos de 1971
As competições de boxe nos Jogos Pan-Americanos de 1971 foram realizadas em Cali, Colômbia. Esta foi a sexta edição do esporte nos Jogos Pan-Americanos, tendo sido disputado apenas entre os homens.

## Medalhistas
| Evento                           | Ouro                  | Prata                | Bronze                             |
| -------------------------------- | --------------------- | -------------------- | ---------------------------------- |
| Peso mosca-ligeiro detalhes      | Rafael Carbonell      | Héctor Velasquez     | Salvador García Juan Carlos Rios   |
| Peso mosca detalhes              | Francisco Rodriguez   | Arturo Delgado       | Douglas Rodríguez Bobby Hunter     |
| Peso galo detalhes               | Pedro Flores          | Calixto Pérez        | Roger Buchely Ricardo Carreras     |
| Peso pena detalhes               | Juan Francisco García | José Battista        | Manuel Torres Enrique Alonso       |
| Peso leve detalhes               | Luis Davila           | Alfonso Pérez        | Marco Juardo James Busceme         |
| Peso meio-médio-ligeiro detalhes | Enrique Regüeiferos   | José Vasquez         | Wiley Johnson Reginald Forde       |
| Peso meio-médio detalhes         | Emilio Correa         | Larry Carlisle       | Jovito Díaz Sergio Lozano          |
| Peso médio-ligeiro detalhes      | Rolando Garbey        | Emetorio Villanueva  | Bernard Guindon Reggie Jones       |
| Peso médio detalhes              | Faustino Quinales     | Jerry Otis           | Agustin Zaragoza Carlos Franco     |
| Peso meio-pesado detalhes        | Raymond Russell       | Waldemar de Oliveira | William Titley Humberto Salguero   |
| Peso pesado detalhes             | Duane Bobick          | Joaquín Rocha        | Teófilo Stevenson Vicente de Campo |

## Quadro de medalhas
| Posiçào | Nação              |    |    |    | Total |
| ------- | ------------------ | -- | -- | -- | ----- |
| 1       | CUB Cuba           | 4  | 0  | 3  | 7     |
| 2       | MEX México         | 2  | 3  | 3  | 8     |
| 3       | USA Estados Unidos | 2  | 2  | 5  | 9     |
| 4       | VEN Venezuela      | 2  | 1  | 1  | 4     |
| 5       | PUR Porto Rico     | 1  | 0  | 0  | 1     |
| 6       | COL Colômbia       | 0  | 3  | 0  | 3     |
|         | BRA Brasil         | 0  | 1  | 1  | 2     |
| 8       | CHI Chile          | 0  | 1  | 0  | 1     |
| 9       | ARG Argentina      | 0  | 0  | 2  | 2     |
|         | CAN Canadá         | 0  | 0  | 2  | 2     |
|         | ECU Equador        | 0  | 0  | 2  | 2     |
| 12      | GUY Guiana         | 0  | 0  | 1  | 1     |
|         | PAN Panamá         | 0  | 0  | 1  | 1     |
|         | URU Uruguai        | 0  | 0  | 1  | 1     |
| Total   | Total              | 11 | 11 | 22 | 44    |